# NGC 5106-1
NGC 5106-1 (другие обозначения — NGC 5100-1, IRAS13184+0914, UGC 8389, NPM1G +09.0311, MCG 2-34-9, ZWG 72.50, PGC 46599, PBC J1321.1+0858) — галактика в созвездии Дева.
Существуют противоречия относительно классификации NGC 5106. Оптический спектр помещает галактику в область между сейфертовскими, LINER и галактиками с активным звездообразованием. Галактика имеет УФ-ядро, а ИК-излучение указывает на необычно высокую скорость звездообразования, превышающую 20 солнечных масс в год.
У галактики есть спутник, галактика PGC 46603.
Открыт 23 января1784 Уильямом Гершелем и позднее записан в каталог как NGC 5106, затем переоткрыт 22 марта 1865 Альбертом Мартом (255) позднее записан в каталог как NGC 5100.